# Hofje van Lammers
Het Hofje van Lammers ligt aan de Schelpstraat in Den Haag. Deze loopt van de Schelpkade naar de Cantaloupenburg, evenwijding aan de Javastraat.
Het hofje is opgericht in 1875 uit de nalatenschap van Johanna Lammers en haar eerder overleden broer Dirk Lammers. Geschat wordt dat zij in ieder geval zes en misschien wel acht miljoen gulden naliet. De architect was B. Schippers. Hij bouwde twee rijen huisjes die tegenover elkaar stonden aan een gezamenlijke centrale tuin, een rij voor protestante bewoonsters en een rij voor katholieke bewoonsters. Er waren enkele regels: De bewoonsters mochten alleen 's middags was buiten hangen, niet op zondag de ramen wassen en geen mannen op bezoek krijgen. Het hofje is een van de ruim honderd hofjes die Den Haag nog heeft. Het heeft 20 huisjes, maar de huisnummers lopen van 5 - 43.
Johanna Antonia Lammers (Den Haag, 16 juli 1787 - aldaar 6 januari 1874) trouwde in 1808 met Hendrik Roeloffs. Zij woonden in de Molenstraat in Den Haag. Haar vader had een papierwinkel aan het Spui, haar man was ambtenaar. Ze kregen een zoon in 1813. Na het overlijden van haar man in 1843 en haar zoon in 1844 verliet zij de Molenstraat en trok in bij haar broer op Bierkade 5. Hij overleed ongehuwd en liet alles aan haar na. Ineens was zij een rijke weduwe met geld en diverse panden en pachtboerderijen. In haar testament beschikte zij dat het geld naar charitatieve doelen moest. Na haar overlijden worden vier stichtingen opgericht met de naam Dirk en Johanna Anthonia Lammers-Stichting.
De stichting heeft de laatste twee liefdadigheidshofjes in Den Haag gebouwd, daarna kwamen de exploitatiehofjes. Het hofje aan de Schelpstraat was voor 'ongelukkige fatsoenlijke weduwen of juffrouwen uit de burgerstand’ en het hofje aan de Badhuisstraat voor 'ongelukkige weduwen en kinderen van verongelukte vissers'.
Het hofje aan de Schelpstraat is thans een Rijksmonument. Het hofje aan de Badhuisstraat staat op de lijst van Gemeentelijke Monumenten in Den Haag.
De stichtingen zijn in 1980 ontbonden. Eigenaar van de hofjes is sinds 1981 de Koninklijke Haagse Woningvereniging van 1854.
Op de linker en rechter gevel staat de naam van de stichting en het bouwjaar. Tussen deze geveldelen is het toegangshek.

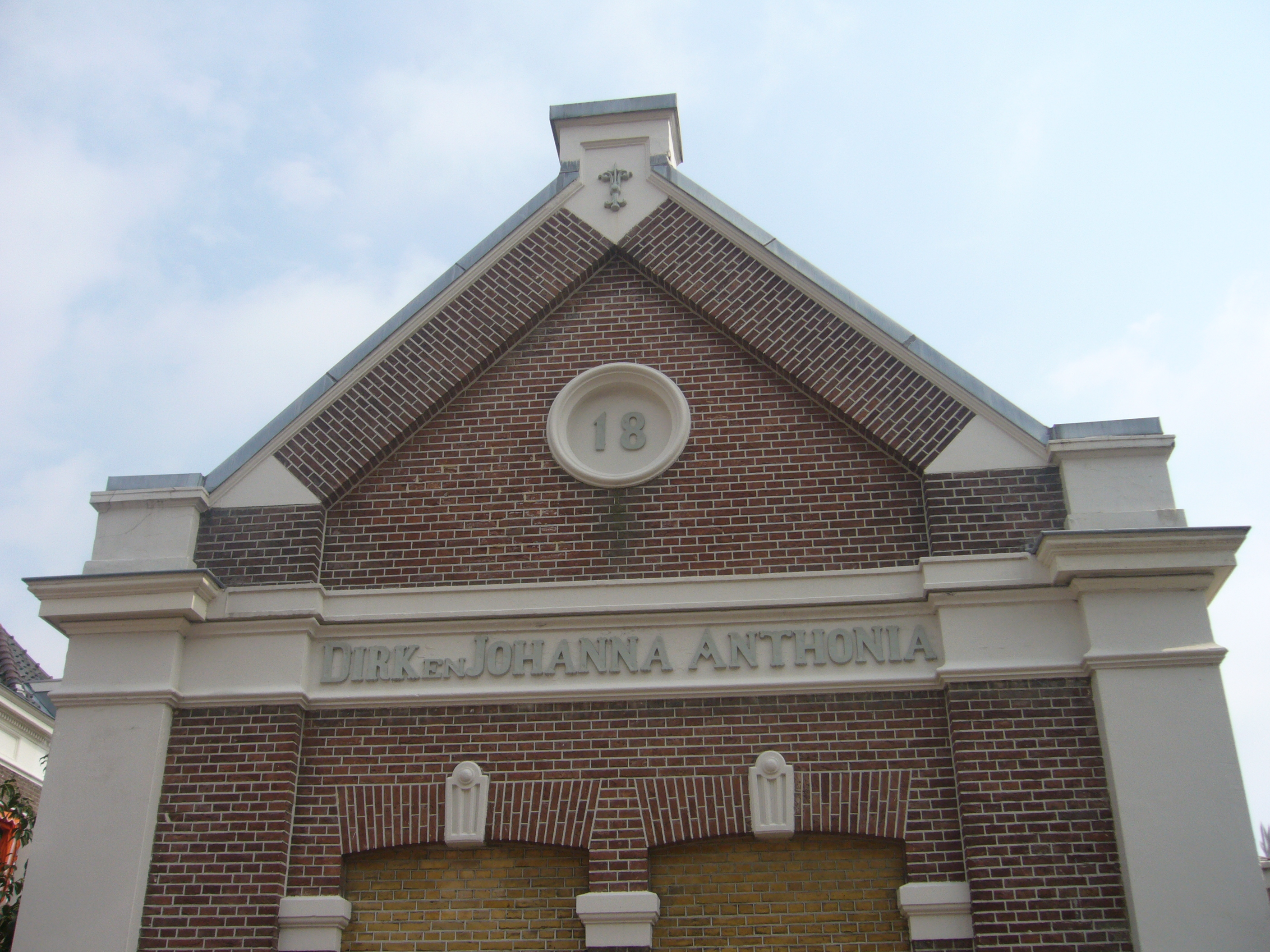
Linker gevel
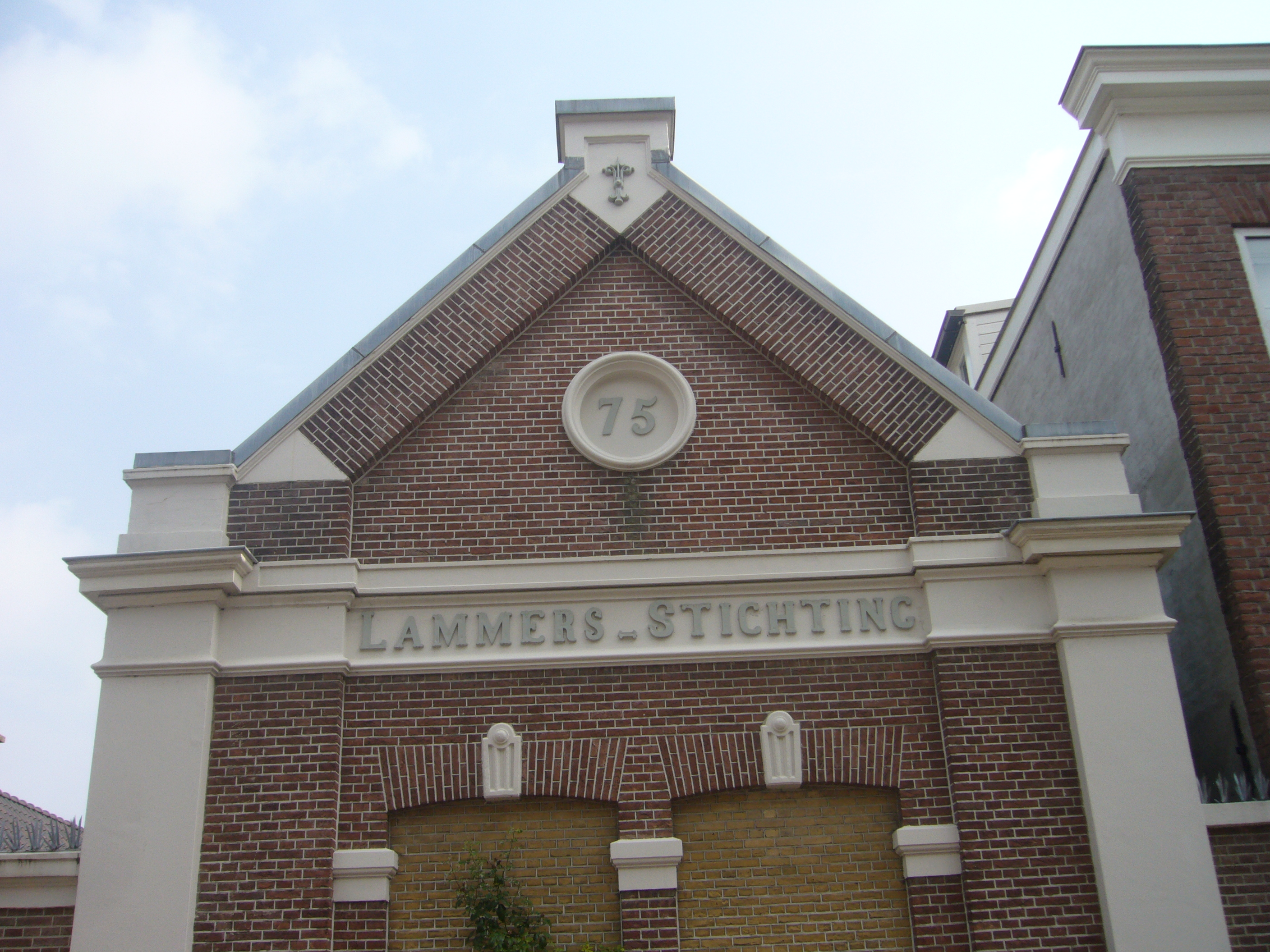
Rechter gevel